# Franz Hubert Müller
Pour les articles homonymes, voir Müller.
Franz Hubert Müller (né le 27 juillet 1784 à Bonn, mort le 5 avril 1835 à Darmstadt) est un peintre prussien.

## Biographie

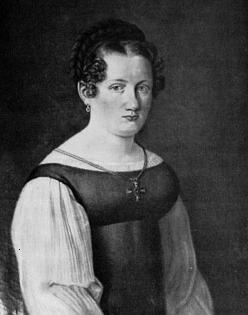
Portrait de Charlotte von Siebold.

Après avoir abandonné ses études de droit, Franz Hubert Müller commence à peindre en autodidacte en 1801. Jusqu'en 1814, il travaille comme peintre de la cour du prince Georges II de Waldeck-Pyrmont proche du roi Jérôme Bonaparte, roi de Westphalie de 1807 à 1813, et copie des œuvres de la Gemäldegalerie Alte Meister de Cassel.
Il se rend à Saint-Pétersbourg et à Moscou pour représenter des soldats russes. Puis il s'installe à Francfort-sur-le-Main.
En 1816, il est appelé à Darmstadt par le grand-duc Louis Ier et à partir de 1817, il est employé comme commissaire des collections grand-ducales. En 1820, il publie le catalogue des collections. En 1823, il devient directeur. En 1824, il obtient son doctorat de l'université de Giessen. En 1818, il fonde une école de dessin et enseigne jusqu'à l'année suivante.
En 1818, il fait des recherches sur l'église Sainte-Catherine d'Oppenheim (de). À partir de 1823, une documentation de l'église paraît en huit volumes. Le livre sert de gabarit pour la restauration de l'église en 1843.
Franz Hubert Müller a sept enfants, trois de ses fils deviendront peintres et graveurs.